# Ageneiosus inermis
Espèce
Ageneiosus inermis est une espèce de poisson-chat de la famille des Auchenipteridae. On le rencontre notamment en Argentine et en Uruguay. Il peut atteindre une longueur de 45 cm et est carnivore, se nourrissant de plus petits poissons et d'invertébrés. Durant la saison de reproduction, le mâle utilise sa nageoire anale modifiée pour fertiliser les œufs de la femelle en interne. Cette dernière dépose les œufs parmi la végétation quelques jours plus tard.